# Hydarnès III
Hydarnès III (en vieux perse : 𐎻𐎡𐎭𐎼𐎴, en grec ancien : Ιδηρνης γʹ, et en arménien : Հիդարնես Գ), mort en 410 av. J.-C., est un satrape perse de l'époque achéménide appartenant à la dynastie des Hydarnides, qui dirige l'Arménie de 450 à 428 av. J.-C.

## Biographie
Hydarnès III serait le fils ou petit-fils d'Hydarnès II, le fils d'Hydarnès Ier, l'un des sept nobles perses qui portèrent Darius Ier sur le trône après avoir tué le mage Smerdis. Hydarnès II, fut chef des Immortels et gouverneur de Sardes en Lydie sous Xerxès Ier, qu'il accompagne dans son expédition contre Athènes.
Hydarnès III est satrape d'Arménie sous Darius II. Cependant, Pierre Briant souligne que « personne ne peut dire avec assurance qu'il [Hydarnès III] appartient bien à la descendance de l'un des conjurés de 522 ». Dans ce contexte, rien ne permet non plus d'envisager que le gouvernement de l'Arménie ait été attribué à titre héréditaire à cette famille, les pseudo « Hydarnides ».
Toutefois après la mort de Teritouchmès, fils d'Hydarnès III, l'union d'Orontès Ier, lui aussi satrape d'Arménie, avec Rhodogune, fille de Stateira et  petite-fille d'Hydarnès III, permettait aux Orontides d'Arménie, puis à leur successeur les rois de Commagène, de se prévaloir à la fois d'une ascendance achéménide et de revendiquer descendre de l'un des « sept » Perses fameux à l'origine de la fortune de Darius Ier.

## Famille

### Mariage et enfants
Selon Ctésias, Hydarnès III et son épouse (peut-être nommée Parysatis), enterrée vivante par Parysatis, sont les parents de :
- Teritouchmès, satrape d'Arménie ;
- Stateira, épouse en 428 av. J.-C. d'Artaxerxès II, empoisonnée en 400 ;
- Métrostès et Hélicos, mis à mort par Parysatis en 410 ;
- Roxane, épouse de son frère Teritouchmès et mise à mort par Parsytaris en 410 ;
- deux filles, également mises à mort par Parysatis en 410 ;
- Tissapherne, satrape de Sardes et d'Ionie exécuté en 396/395 av. J.-C. ;
- un fils, « frère de Stateira », qui appartient ensuite à l'entourage de Tissapherne[10].